# 朝長真弥
朝長 真弥（ともなが まや、1986年4月4日 - ）は、日本の歌手。長崎県出身。女性3人組ダンス＆ボーカルユニットEARTHの元メンバーである。

## 略歴
- 2000年2月23日、ライジングプロダクション所属EARTHのメンバーとしてデビュー。日本レコード大賞新人賞を受賞
- 2005年1月、EARTH解散。その後フリーランスの歌手として音楽活動を開始
- 2005年12月14日、公式ウェブサイト開設
- 2007年10月1日、「夢物語」がサンテレビ『バスで恋して 〜関西版〜』の主題歌
- 2007年10月24日、クラブ「渋谷Xanadu」でソロ初ライブ
- 2008年10月、「歩道」がサンテレビ『バスで恋して 〜関東版〜』の主題歌
- 2012年11月25日、ライブハウス西川口Heartsで開催された阿久津健太郎生誕祭で知念里奈の曲を生バンド演奏付きで披露[1][2]
- 2012年2月2日、YouTubeで「空 -SORA-」を配信
- 2013年12月29日、作詞を手掛けた「ずっと...」を配信

## 作品

### タイアップ
CDリリースや配信はされていない
| # | 放送年月   | タイトル    | 備考                                                      |
| - | ---------- | ----------- | --------------------------------------------------------- |
| 1 |            | day and day | 「開成教育セミナー」CMソング                              |
| 2 | 2007年10月 | 夢物語      | サンテレビ 『バスで恋して 〜関西版〜』主題歌              |
| 3 | 2008年10月 | 歩道        | テレビ神奈川・テレビ埼玉『バスで恋して 〜関東版〜』主題歌 |

### YouTube
| #  | 配信日         | タイトル                        | 作詞       | 作曲               | 編曲   | 備考               |
| -- | -------------- | ------------------------------- | ---------- | ------------------ | ------ | ------------------ |
| 1  | 2012年2月2日   | 空 -SORA-                       | 杉本敏     | 杉本敏             | 杉本敏 | 震災復興支援ソング |
| 2  | 2012年2月19日  | 夕日                            | 杉本敏     | 杉本敏             | 杉本敏 |                    |
| 3  | 2012年3月1日   | 今日の日はさようなら            | N/A        | 金子詔一           | 杉本敏 | Instrumental       |
| 4  | 2012年3月28日  | アイタイ                        | 杉本敏     | 杉本敏             | 杉本敏 |                    |
| 5  | 2012年4月17日  | ナミダノシズク                  | 杉本敏     | 杉本敏             | 杉本敏 |                    |
| 6  | 2012年6月4日   | ありがとう                      | 杉本敏     | 杉本敏             | 杉本敏 |                    |
| 7  | 2012年7月6日   | キミに今                        | 杉本敏     | 杉本敏             | 杉本敏 |                    |
| 8  | 2012年7月27日  | つよがり                        | 杉本敏     | 杉本敏             | 杉本敏 |                    |
| 9  | 2012年9月28日  | 夏の終わり                      | 杉本敏     | 杉本敏             | 杉本敏 |                    |
| 10 | 2012年11月2日  | 帰り道                          | 杉本敏     | 杉本敏             | 杉本敏 |                    |
| 11 | 2012年12月25日 | 赤鼻のトナカイ                  | 新田宣夫   | ジョニー・マークス | 杉本敏 |                    |
| 12 | 2013年3月11日  | オリーブ 〜明日へ向かう帰り道〜 | 酒井ヒデト | 杉本敏             | 杉本敏 | 震災復興支援ソング |
| 13 | 2013年12月29日 | ずっと...                       | 朝長真弥   | 杉本敏             | 杉本敏 |                    |